# Kutan-e Olja
Kutan-e Olja – wieś w Iranie, w ostanie Azerbejdżan Zachodni, w szahrestanie Takab. W 2006 roku liczyła 441 mieszkańców.